# Carlos Cruz
Carlos Pereira Cruz (Torres Novas, Parceiros de São João, 24 de março de 1942), ex-locutor, jornalista, escritor e produtor de rádio e televisão português.
Também exerceu as funções de diretor de informação, diretor de programas e diretor-coordenador da RTP1. A sua carreira foi interrompida na sequência de ter sido envolvido no Processo Casa Pia. Foi feito Grande-Oficial da Ordem do Infante D. Henrique, a 9 de junho de 2000, título que perdeu a 29 de janeiro de 2015 devido a ter sido condenado por abuso sexual de menores, no âmbito do Processo Casa Pia.

## Biografia

### 1942-1956
Carlos Cruz nasceu em Parceiros de São João, no concelho de Torres Novas, numa casa sem água canalizada, eletricidade ou instalações sanitárias, serviços então inexistentes numa aldeia do interior do país, no ano de 1942.
Os seus pais eram proprietários agrícolas. Quando Carlos Cruz nasceu, os dois filhos mais velhos já eram adultos e os outros três tinham já dezasseis, onze e oito anos. Aos seis anos, foi viver para Angola com a família, permanecendo na antiga colónia até aos dezassete anos.

### 1956-1968
Em Angola, Carlos Cruz começa a fazer rádio, com apenas 14 anos, depois de Rui Romano, um famoso radialista da época, o ter confundido com outra pessoa. Torna-se relator desportivo e produtor de programas desportivos, na Emissora Católica de Angola e no Rádio Clube de Angola, até que em 1960, data em que é admitido na Emissora Nacional.
Em setembro de 1959, após fazer o exame de admissão ao Instituto Superior Técnico, Carlos Cruz iniciou a viagem de regresso à metrópole, a bordo do navio Vera Cruz. Nessa altura, o pai já havia morrido e a mãe, viúva, decide regressar à terra de onde partiu, Parceiros de São João. Carlos irá conciliar, a partir de então, o curso de Engenharia com o trabalho de relator desportivo na Emissora Nacional. No ano seguinte, resolve abandonar os estudos, após uma reprovação em Matemáticas Gerais, que considerou injusta.
O ano de 1962 marca a estreia de Carlos Cruz como apresentador de televisão, depois de ter sido aprovado num concurso para a RTP — aparece primeiro no TV Motor e, logo a seguir, no Tele Desporto. Em 1965, concilia o serviço militar (que cumpre em Santarém, como oficial miliciano) com a apresentação do histórico Telejornal, ao sábado, ao domingo e mais duas vezes por semana, nos dias em que ia à capital. No ano seguinte, 1966, apresenta o programa de atualidade musical Discorama.

### 1968-1979
Regressa à rádio, desta vez na Renascença, em 1968, com um programa que alcança algum êxito, o PBX. Na mesma estação, apresenta o Tempo Zip, em 1970. Três anos depois, em 1973, funda o Serviço de Noticiários da estação.
De novo na televisão, Carlos Cruz integra, em 1969, o painel de um dos mais inovadores e revolucionários talk-shows portugueses de sempre, o Zip-Zip, resultado da abertura da Primavera Marcelista, onde, ao lado de Raúl Solnado e Fialho Gouveia, realiza entrevistas a diversas personalidades portuguesas, incluindo artistas cujo trabalho se via ameaçado pela censura. O programa obteve um enorme êxito de popularidade.
Logo após o 25 de abril de 1974, Carlos Cruz é nomeado pelo Governo para conselheiro de imprensa da Missão Portuguesa junto das Organização das Nações Unidas, função que desempenha durante quatro anos, entre 1975 e 1979. Foi no âmbito da sua função que coordenou, mais tarde, a "Operação Pirâmide", uma gigantesca ação humanitária que, em dezembro de 1978, permitiu recolher uma astronómica quantia em donativos e bens: 130 mil contos.
Apesar do trabalho nas Nações Unidas, continua ligado à RTP: em 1975, esteve envolvido na cobertura das Eleições para a Assembleia Constituinte Portuguesa; e, entre 1976 e 1977, desempenhou o cargo de diretor de programas da RTP1. É nessa qualidade que negoceia a compra, para Portugal, da novela Gabriela, Cravo e Canela, adaptação do romance de Jorge Amado - a primeira telenovela a ser emitida em Portugal e um êxito comercial absoluto.

### 1980-1989
No início da década de 1980, na companhia de Raul Solnado e Fialho Gouveia, seus parceiros no Zip-Zip, apresenta o programa musical E o Resto São Cantigas, que, apesar de não ter atingido o êxito do anterior programa apresentado pela tripla, conseguiu fazer algum sucesso.
Na mesma altura, na Rádio Comercial, foi autor e apresentador dos bem-sucedidos Pão Com Manteiga, o icónico programa das manhãs de domingo da estação, e Duplex. Dirigiu, igualmente, em 1982, a revista Mais.
Em 1984, foi o grande responsável por trazer de Espanha o arrojado concurso 1,2,3 , que se tornou um enorme sucesso de audiências. Carlos Cruz apresentou as três primeiras edições do concurso (até 1986), cimentando a sua popularidade junto dos grandes públicos, que já lhe chamavam "Senhor Televisão".  Também em 1984, estreia-se como ator no filme Vidas de António da Cunha Telles.
Entre 1986 e 1987, apresenta um formato inovador na RTP2, A Quinta do Dois, cujo cenário adotava um ambiente radiofónico. Entre conversas, músicas e momentos de humor, é neste programa que é criada a inesquecível personagem "Zé da Viúva", que marcou a carreira do ator que a desempenhava, Carlos Cunha. No programa, Carlos Cruz recebeu diversos convidados internacionais, como é o caso de Fafá de Belém ou Tina Turner.
No final da década, produz o musical Enfim Sós, onde aparecem nomes como Dulce Pontes e a cantora Dora, por exemplo.

### 1990-1999
Em 1990, funda a CCA - Carlos Cruz Audiovisual, Lda., entre outras empresas, uma das grandes responsáveis pela pela produção televisiva em português. Nos primeiros anos, produziu cerca de onze programas semanais para a RTP1, como A Roda da Sorte, Isto… só Vídeo, Marina, Marina, Nós os Ricos, entre outros. 
Ainda em 1990, apresenta a primeira edição do famoso concurso O Preço Certo, nas noites da RTP1. 
Em 1991, assume a conducao de um novo programa de entrevistas, num registo intimista, designado Carlos Cruz Quarta-Feira. O programa esteve no ar durante oito anos. Por esse programa passam variadas personalidades da vida publica portuguesa, da politica — ficaria celebre a entrevista a Alvaro Cunhal, por exemplo — literatura, artes plasticas e performativas, desporto, medicina, etc. 
Pelo meio, em 1993, é o responsável pela criação do Ideias com História, um formato ousado, que lhe valeu uma ameaça de morte de radicais islâmicos, depois de, numa edição do programa, ter caricaturado Maomé. 
Em 1993, sofre com um cancro nas cordas vocais e, no ano seguinte, foi submetido a uma delicada cirurgia de peito aberto. No entanto, os momentos delicados da sua vida não o impedem de continuar a trabalhar: logo em setembro de 1994, estreia o Zona +, o seu novo programa de variedades.
No início do ano de 1996, é convidado para ocupar o cargo de Diretor de Antena da TVI. É o responsável por algumas mudanças significativas na estação, tornando-a mais comercial. Chega mesmo a apresentar um programa de curta duração no canal, com o seu nome próprio, mas, no final do ano, acaba por regressar à estação que o viu nascer profissionalmente, a RTP. Em 1998, apresenta a emissão de inauguração da Expo98 e, no mesmo ano, faz parte do júri do concurso Assalto à Televisão, ao lado de Júlio Isidro e Ana Bola. No mesmo ano, resgata o Carlos Cruz Quarta-Feira para uma segunda temporada de entrevistas.
Às portas do milénio, traz para Portugal o sucesso internacional Quem Quer Ser Milionário?, que apresenta, entre janeiro e junho de 2000, no horário nobre da RTP1. Este concurso, apesar de não ter sido um sucesso estrondoso de audiências, evidenciou-se como uma aposta ganha para a estação pública.

### 2000-2003
Em julho de 2000, deixa a RTP, onde trabalhou durante quase quarenta anos, e muda-se para a SIC. Na estação de Pinto Balsemão, apresentou inicialmente o concurso A Febre do Dinheiro, entre setembro e dezembro de 2000, a grande aposta para defrontar o recém-estreado Big Brother, na TVI.
Em 2001, destacou-se na apresentação da primeira temporada do "late-night show" Noites Marcianas. No ano seguinte, apresenta mais dois programas, com relativo sucesso: o concurso Linha da Sorte, nas noites de sábado e Fora de Série, um programa de variedades. 
Já envolvido no Processo Casa Pia, apresenta a primeira edição do programa de informação sensacionalista Escândalos e Boatos, antes de rescindir contrato com a SIC, por mútuo acordo, a 30 de janeiro de 2003. Em vista estava um regresso à RTP, a casa-mãe, mas, por força das vicissitudes, tal acabou por nunca se concretizar.
Antes disso, foi ainda o rosto da campanha institucional para a realização do Campeonato Europeu de Futebol de 2004, em Portugal, e presidiu à Comissão Executiva da Candidatura Portuguesa. A 9 de junho de 2000, recebeu, das mãos de Jorge Sampaio, o grau de Grande-Oficial da Ordem do Infante D. Henrique.

### 2011-presente
Em outubro de 2011, depois de vários anos afastado dos ecrãs, foi anunciado, através de uma entrevista à revista Pública, o seu regresso à televisão, como apresentador de um programa num futuro canal de cabo, a HouseTV, um projeto dirigido por Carlos Noivo, ainda embrionário. O projeto do canal acabou por não se concretizar e, desta forma, Carlos Cruz não pôde regressar à televisão.
A 29 de janeiro de 2014, foi confirmado que, em virtude de ter sido condenado a uma pena superior a 3 anos de prisão efetiva, Carlos Cruz iria perder a condecoração de Grande-Oficial da Ordem do Infante D. Henrique que lhe tinha sido atribuída pelo Presidente Jorge Sampaio a 9 de Junho de 2000. A informação foi confirmada por Manuela Ferreira Leite, presidente do Conselho das Ordens Nacionais. A Lei das Ordens Honoríficas Portuguesas prevê a expulsão de membros que "tenham sido condenados pela prática de crime doloso com pena de prisão superior a três anos". A expulsão é automática, não tendo os condecorados direito a defesa.
Em janeiro de 2018, foi noticiado que Carlos Cruz estava hospitalizado por causa de cancro do fígado. Desde 2021, escreve críticas sobre televisão para o refundado jornal Tal & Qual,  que regressou às bancas nesse mesmo ano.

## Processo Casa Pia
A sua carreira televisiva foi interrompida no âmbito do Processo Casa Pia. O seu nome surgiu no processo em novembro de 2002, quando o escândalo rebentou. Foi detido preventivamente a 1 de fevereiro de 2003, por suspeita da prática de abuso sexual de menores. A 4 de maio de 2004, passou a cumprir um regime de prisão domiciliária. Na fase de julgamento, o Ministério Público acusou-o de quatro crimes. A 3 de setembro de 2010, depois da leitura da decisão, foi considerado culpado, por um tribunal de primeira instância, de três crimes de abuso sexual de menores, tendo sido condenado a sete anos de prisão efetiva.
Desde o início do processo que Carlos Cruz se declarou totalmente inocente dos crimes que lhe foram imputados, afirmando ter sido "vítima de uma monstruosidade jurídica", por ter sido acusado e condenado unicamente com base numa muito discutível "ressonância da verdade" de testemunhos de credibilidade altamente duvidosa. A 25 de março de 2013, Carlos Cruz foi absolvido dos crimes na casa de Elvas de que era acusado, por falta de provas. Esgotados os recursos que apresentou nos tribunais portugueses, a 2 de abril de 2013, apresentou-se no Estabelecimento Prisional da Carregueira, para cumprir o resto da pena de seis anos de prisão a que foi condenado. Saiu em liberdade condicional a 7 de julho de 2016.
Em junho de 2018, o Tribunal Europeu dos Direitos do Homem deu razão ao recurso de Carlos Cruz, mas só no ponto em que diz que o Estado Português violou os seus direitos de defesa por o Tribunal da Relação de Lisboa ter recusado a admissão de novas provas submetidas pela sua defesa aquando da apreciação do recurso, o qual viria a ser rejeitado.
A defesa de Carlos Cruz apresentou um recurso extraordinário de revisão junto do Supremo Tribunal de Justiça com vista à revisão da pena (já cumprida) e à repetição do julgamento do processo Casa Pia. A 2 de dezembro de 2021, o Supremo Tribunal rejeitou o recurso.

## Vida pessoal
Nas suas memórias, Uma Vida, relata que aos 14 anos, num atrevimento adolescente, seduziu com sucesso uma mulher adulta, cliente da loja dos pais. Além de inúmeros relacionamentos com várias mulheres, Carlos Cruz foi casado três vezes. O primeiro casamento com Lisete Barbieri Figueiredo, o segundo com a brasileira Marluce, de quem teve a sua primeira filha, Marta Cruz, e o terceiro casamento com Raquel Rocheta, do qual nasceu a sua segunda filha, Mariana.

## Livros publicados
- P.B.X.: textos de programa (coautor) (1969)
- Pão com Manteiga (coautor). Lisboa: Agência Portuguesa de Revistas, 1981; Cruz Quebrada: Oficina do Livro, 2007.
- Preso 374 (Oficina do Livro, 2004)[22]
- Inocente para Além de Qualquer Dúvida (Vogais, 2012)
- Uma vida (Albatroz, 2016)